# Campeonato Panamericano de Judo de 2000
El XXV Campeonato Panamericano de Judo se celebró en Orlando (Estados Unidos) entre el 10 y el 12 de noviembre de 2000 bajo la organización de la Unión Panamericana de Judo.
En total se disputaron diecisiete pruebas diferentes, nueve masculinas y ocho femeninas.

## Resultados

### Masculino
| Evento            | Oro                            | Plata                          | Bronce                                                                       |
| ----------------- | ------------------------------ | ------------------------------ | ---------------------------------------------------------------------------- |
| –55 kg            | Juan Román Puerto Rico         | Sebastián Paz Argentina        | Rashad Chin · Canadá · Juan de Paula · República Dominicana                  |
| –60 kg            | Denílson Lourenço · Brasil     | Daniel Simard · Canadá         | Juan Carlos Jacinto · República Dominicana · Emiliano Sosa · Argentina       |
| –66 kg            | Ludwig Ortiz · Venezuela       | Faycal Bousbiat · Canadá       | Alex Ottiano · Estados Unidos · Miguel Ángel Moreno · El Salvador            |
| –73 kg            | Orlando Fuentes Estados Unidos | Jean-François Marceau · Canadá | Lucas Landolfi · Argentina · Richard León · Venezuela                        |
| –81 kg            | Ariel Sganga Argentina         | Daniel Insúa · Venezuela       | Álvaro Paseyro · Uruguay · Aaron Cohen · Estados Unidos                      |
| –90 kg            | Keith Morgan · Canadá          | Gabriel Lama · Chile           | José Miguel Boissard · República Dominicana · Alejandro González · Argentina |
| –100 kg           | Ato Hand Estados Unidos        | Juan Geraldino · Colombia      | Andrés Loforte · Argentina · Steven Edmonds · Canadá                         |
| +100 kg           | Peter Campbell Estados Unidos  | Orlando Baccino Argentina      | Reinaldo Vargas · Venezuela · José Eugenio Vásquez · República Dominicana    |
| Categoría abierta | Gabriel Lama · Chile           | Orlando Baccino Argentina      | Joel Brutus Haití Carlos Santiago Puerto Rico                                |

### Femenino
| Evento | Oro                            | Plata                           | Bronce                                                       |
| ------ | ------------------------------ | ------------------------------- | ------------------------------------------------------------ |
| –44 kg | Susej Oliveros · Venezuela     | Katherine Ensler Estados Unidos | Isabel Latulippe · Canadá                                    |
| –48 kg | Cynthya Tan · Canadá           | Adriana Losada · México         | Mariana Martins · Brasil · Sayaka Matsumoto · Estados Unidos |
| –52 kg | Charlee Minkin Estados Unidos  | Emi Tasaka · Canadá             | Jackelin Díaz · Venezuela · Elizabeth Meléndez · Puerto Rico |
| –57 kg | Michelle Buckingham · Canadá   | Tânia Ferreira · Brasil         | Roxana García Puerto Rico Davina Minkin Estados Unidos       |
| –63 kg | Vânia Ishii · Brasil           | Jessica García Puerto Rico      | Marta Dávila · Chile · Sophie Roberge · Canadá               |
| –70 kg | Marie-Hélène Chisholm · Canadá | Sandra Bacher Estados Unidos    | Ivonne Pérez · Puerto Rico · Nancy Acosta Ávila · México     |
| –78 kg | Amy Cotton · Canadá            | Amy Tong Estados Unidos         | Marianela Astudillo · Venezuela                              |
| +78 kg | Carmen Chalá · Ecuador         | Olia Berger · Canadá            | Giovanna Blanco · Venezuela                                  |

## Medallero
| Núm. | País                 | Oro | Plata | Bronce | Total |
| ---- | -------------------- | --- | ----- | ------ | ----- |
| 1    | Canadá               | 5   | 5     | 4      | 14    |
| 2    | Estados Unidos       | 4   | 3     | 4      | 11    |
| 3    | Venezuela            | 2   | 1     | 5      | 8     |
| 4    | Brasil               | 2   | 1     | 1      | 4     |
| 5    | Argentina            | 1   | 3     | 4      | 8     |
| 6    | Puerto Rico          | 1   | 1     | 4      | 6     |
| 7    | Chile                | 1   | 1     | 1      | 3     |
| 8    | Ecuador              | 1   | 0     | 0      | 1     |
| 9    | México               | 0   | 1     | 1      | 2     |
| 10   | Colombia             | 0   | 1     | 0      | 1     |
| 11   | República Dominicana | 0   | 0     | 4      | 4     |
| 12   | Haití                | 0   | 0     | 1      | 1     |
| 12   | El Salvador          | 0   | 0     | 1      | 1     |
| 12   | Uruguay              | 0   | 0     | 1      | 1     |
|      | TOTAL                | 17  | 17    | 31     | 65    |